# Fixing a Hole
«Fixing A Hole» es una canción escrito por Paul McCartney (acreditado a Lennon-McCartney), grabada y publicado por la banda de rock, The Beatles, lanzado al mercado el 26 de mayo de 1967 para el álbum Sgt. Pepper's Lonely Hearts Club Band. La canción fue uno de los primeros acercamientos reales de McCartney con el género psicodélica aparte de su canción Paperback Writer, y fue un momento de visión introspectiva inspirado por las fanes y su relación con su entonces pareja Jane Asher.

## Inspiración
Hay varias teorías al respecto; La más común es que fuera inspirada por drogas. La gente no podía creer que Paul hablara de reparar hoyos en el sentido del bricolaje nada más, era demasiado simple. Se suponía que estaba "reparando un agujero" en su brazo - en otras palabras, una picada de heroína (en inglés: heroin fix). McCartney además llegó a decir que la canción era "otra oda al cannabis" - y considerando la onda psicodélica de la canción, debida al intenso uso del eco en las voces de McCartney y de líricas tan surrealistas, esto bien podría ser cierto.
Otra teoría es que la haya escrito luego de que reparara el tejado de su granja que acababa de comprar en las cercanías de Campbelltown, Escocia, ya que estaba abandonada y tuvieron que remodelarla, aunque McCartney no halló la relación sino hasta tiempo después.
McCartney ha añadido a la confusión:
- En una entrevista con Q magazine cuando apenas sacaba su disco de 1997 Flaming Pie , McCartney dijo que la letra de la canción empezaba con la simple idea de alguien arreglando grietas en el camino, y que en ese entonces vivía solo y fumando mucha marihuana mientras la escribió.
- Paul fue indagado con respecto a las asociaciones con droga en la canción y les explicó: "Si eres un adicto que se sienta en una habitación y te inyectas heroína, eso es lo que va a significar para ti, pero cuando yo lo escribí quise decir cuando hay una grieta, o le falta color a un cuarto y ahí voy y lo pinto".
- En una entrevista de 1967, McCartney dijo que dedicaba las siguientes líneas a las fanes que lo rodeaban y molestaban afuera de su puerta día y noche:

See the people standing there
who disagree, and never win
And wonder why they don't get in my door

## Grabación
La primera de las dos grabaciones del tema fue grabada en los estudios Regent Sound Studio en Londres el 9 de febrero de 1967 en tres tomas, la segunda el 21 de febrero.
Esta fue la primera vez que The Beatles usaron otro estudio que no fuera Estudios Abbey Road para grabar un tema de un álbum de EMI Se tuvo que grabar en el estudio Regent Sound. Estaba mezclada y pulida ya el 7 de marzo de 1967.
- Paul McCartney: voz principal, bajo (Rickenbacker 4001s).
- John Lennon: coros.
- George Harrison: coros, guitarra líder (Fender Stratocaster), maracas.
- Ringo Starr: batería (Ludwig Super Classic).
- George Martin: harpsichord.

## Análisis musical
Su estilo parece haber sido influenciado por el tipo de música que gustaba al padre de McCartney, Jim McCartney de la época de los '20 o '30. Tiene aires psicodélicos, con ecos profundos, cuerdas flojas y tonos armónicos alternantes; Se observa que la banda se estruja un poco para tratar de pasar de un estilo rhythm&blues que los marcaba a uno diferente de música pop contemporánea.
Es un tema corto, de 4/4 pulsos con acentuación 2 y 4, con un tempo moderato, el equivalente a 113 mbp.
Comienza con un solo de harmonium tocado por George Martin, siguiendo un poco después los dos primeros versos acompañados por el bajo y la batería. Se le encadena el estribillo un poco después, en conjunto con un riff de guitarra eléctrica. El estribillo deja paso a un tercer verso y un solo de guitarra de George Harrison. El estribillo se repite, seguido de un último coplete. La canción se termina en un decrescendo mientras que McCartney repite "I’m fixing a hole where the rain gets in ...".

## Análisis de la letra
McCartney dijo: "La canción trata sobre tener la libertad de dejar la mente pensar libremente". La canción, por ende, no habla realmente de un tejado, o de que gotea el agua, sino en una forma de metáfora. Más bien, la letra habla de una persona que está frustrada con los demás,
silly people run around they worry me and never ask me, why they dont get past my door.
Construyendo él un "cuarto" para consigo mismo dentro de su propia mente, un lugar donde puede ir cuando la gente lo critica, donde se siente seguro consigo mismo
And it really doesn't matter if I'm wrong, I'm right, Where I belong I'm right,Where I belong.
  donde los pensamientos de los demás no pueden entrar, sino solo por ese pequeño hoyo que el que está tratando de arreglar 
I'm fixing a hole where the rain gets in, and stops my mind from wandering. 
Esencialmente, esta persona no quiere ser molestada con el llamado "mundo real", sino que prefiere ver su mundo a su manera ( I'm painting my room in a colourful way...) de una forma más interesante para él.

## Otras versiones
- En la película de 1978, Sgt. Pepper's Lonely Hearts Club Band, George Burns hace una versión suave del tema.
- The Fray el 2 de junio de 2007 por el  40esimo aniversario del álbum Sgt. Pepper's Lonely Hearts Club Band.[3]
- Les Fradkin grabó una versión instrumental en su disco del 2007 Pepper Front To Back.
- Los Easy Star All-Stars hicieron un cover tipo reggae en su álbum Easy Star's Lonely Hearts Dub Band.
- Big Daddy grabó una versión en su disco “Big Daddy - Sgt. Pepper’s”